# 中華民國南京國民政府時期廣東省職官列表
本條目列出中華民國南京國民政府時期（1927年－1949年）廣東省主要軍政、民政職官。

## 職官列表

### 第一屆廣東省政府（1925年7月至1926年11月）
民國17年（1925年）7月1日，廣州國民政府成立，廣東省長公署改組，7月3日，成立廣東省政府，由軍政廳、民政廳、財政廳、建設廳、商務廳、教育廳、農工廳組成，次年增設土地廳、實業廳，並由各廳廳長聯合組成省務會議，在中國國民黨的指導監督下，接受國民政府的命令，管理廣東省政務。
廣東省政府主席
- 許崇智，1925年7月3日 - 8月
- 陳樹人，1925年8月 - 1926年11月

民政廳長
- 古應芬，1925年7月 - 1926年11月

財政廳長
- 廖仲愷，1925年7月 - 1925年8月
- 古應芬，1925年8月 - 1925年9月
- 李基鴻，1925年9月 - 1925年9月
- 宋子文，1925年9月 - 1926年11月

教育廳長
- 許崇清，1925年7月 - 1926年11月

建設廳長
- 孫科，1925年7月 - 1926年11月

商務廳長
- 宋子文，1925年7月 - 1926年3月
- 李祿超，1926年3月 - 1926年4月

農工廳長
- 陳公博，1925年7月 - 1926年7月
- 劉紀文，1926年7月 - 1626年11月

土地廳長
- 周佩箴，1926年2月 - 1926年11月

實業廳長
- 李祿超，1926年4月 - 1926年11月

### 第二屆廣東省政府（1926年11月至1927年7月）
民國15年（1926年）11月，國民政府修正省政府組織法，省務會議改為由國民政府任命7～11人，組成省政府委員會，下設常務委員會，由委員推選常務委員2～5人，並從常務委員中推舉1人為省政府主席，主持日常工作。
廣東省政府主席
- 孫科 1926年11月至1927年5月
- 朱家驊 1927年5月至1927年7月

廣東省政府常務委員
- 孫科 1926年11月至1927年5月
- 陳樹人 1926年11月至1927年5月
- 宋子文 1926年11月至1927年5月
- 李濟深 1926年11月至1927年5月
- 甘乃光 1926年11月至1927年5月
- 朱家驊 1927年5月至1927年7月
- 許崇清 1927年5月至1927年7月
- 陳融 1927年5月至1927年7月
- 陳耀祖 1927年5月至1927年7月
- 劉栽甫 1927年5月至1927年7月

廣東省政府委員
- 陳樹人 1926年11月至1927年7月（民政廳長）
- 宋子文 1926年11月至1927年7月（財政廳長）
- 孫科 1926年11月至1927年4月（建設廳長）
- 許崇清 1926年11月至1927年7月（教育廳長）
- 徐權伯 1926年11月至1927年5月（司法廳長）
- 李濟深 1926年11月至1927年7月（軍事廳長）
- 陳孚木 1926年11月至1927年7月（農工廳長）
- 李祿超 1926年11月至1927年7月（實業廳長）
- 周佩箴 1926年11月至1927年7月（土地廳長）
- 何香凝 1926年11月至1927年4月
- 甘乃光 1926年11月至1927年7月
- 古應芬 1927年5月至1927年7月
- 陳融 1927年5月至1927年7月（司法廳長）
- 徐景唐 1927年5月至1927年7月（軍事廳長）
- 陳耀祖 1927年5月至1927年7月（建設廳長）
- 李朗如 1927年5月至1927年7月
- 朱家驊 1927年5月至1927年7月（代民政廳長）
- 劉栽甫 1927年5月至1927年7月

秘書長
- 連聲海，1926年1月22日任）

### 第三屆廣東省政府（1927年8月至1928年6月）
民國16年（1927年）7月，南京國民政府公佈修正省政府組織法，規定省政府委員人數為9～15人，廢除常務委員制，設主席1人，由委員推眩10月，國民政府公佈的修正省政府組織法規定，省政府主席由國民政府指定，在主席不能執行職務時，由委員會推選1人暫行代理。
廣東省政府主席
- 李濟深 1927年8月至1928年6月

廣東省政府委員
- 李文範 1927年7月任（民政廳長）
- 古應芬 1927年7月任（財政廳長）
- 曾養甫 1927年7月任（建設廳長）
- 朱家驊 1927年7月任（教育廳長）
- 馮祝萬 1927年7月任（民政廳長、財政廳長、農工廳長）
- 陳融 1927年7月任（司法廳長）
- 陳可鈺 1927年7月任（軍事廳長）
- 張難先 1927年7月任（土地廳長）
- 鄧澤如 1927年7月任
- 徐景唐 1927年7月任
- 許崇清 1927年8月任
- 梁漱溟 1927年8月任
- 伍觀淇 1927年8月任
- 陳公博 1927年10月任
- 謝嬰白 1927年10月任（農工廳長）
- 鄒敏初 1927年10月任（代民政廳長、財政廳長）
- 陳樹人 1927年10月任（建設廳長）
- 朱兆莘 1927年11月任
- 朱暉日 1927年11月任
- 劉栽甫 1928年1月任
- 馬超俊 1928年1月任（農工廳長）
- 陳銘樞 1928年2月任
- 吳鐵城 1928年2月任（建設廳長）

秘書長
- 馬洪煥

### 第四屆廣東省政府（1928年7月至1929年7月）
主席
- 李濟深 1928年6月至1928年11月
- 陳銘樞 1928年11月至1929年7月（暫代民政廳長）

委員
- 徐景唐 1928年6月至1929年7月
- 馮祝萬 1928年6月至1929年7月（財政廳長）
- 劉栽甫 1928年6月至1929年4月（民政廳長）
- 伍觀淇 1928年6月至1929年7月
- 許崇清 1928年6月至1929年7月（民政廳長、教育廳長）
- 吳鐵城 1928年6月至1929年7月
- 李祿超 1928年6月至1929年7月
- 朱兆莘 1928年6月至1929年5月
- 馬超俊 1928年6月至1929年7月（建設廳長）
- 黃節 1928年6月至1929年6月（教育廳長）
- 陳濟棠 1928年12月至1929年7月
- 李文範 1928年12月至1929年7月（民政廳長）
- 范其務 1929年4月至1929年7月（財政廳長）

秘書長
- 彭一湖 （1928年4月27日任）

### 第五屆廣東省政府（1929年7月至1931年6月）
主席
- 陳銘樞 1929年7月任（兼民政廳長）

委員
- 鄧澤如 1929年7月至1929年8月
- 范其務 1929年7月任（財政廳長）
- 許崇清 1929年7月任（民政廳長、教育廳長）
- 孫希文 1929年7月任
- 林雲陔 1929年7月任（財政廳長）
- 曾 蹇 1929年7月任
- 林翼中 1929年7月任
- 金曾澄 1929年7月任（教育廳長）
- 鄧彥華 1929年8月任（建設廳長）
- 黃居素 1930年1月任

秘書長
- 孫希文

### 第六屆廣東省政府（1931年6月至1936年7月）
主席
- 林雲陔 1931年6月任（兼建設廳長）

委員
- 林翼中 1931年6月任（民政廳長）
- 胡繼賢 1931年6月任（建設廳長）
- 金曾澄 1931年6月任（教育廳長）
- 許崇清 1931年6月任
- 范其務 1931年6月至1931年8月
- 鄧彥華 1931年6月至1931年7月
- 李祿超 1931年6月任
- 程天固 1931年6月任（建設廳長）
- 簡又文 1931年8月任
- 謝瀛洲 1931年8月任（教育廳長）
- 馮祝萬 1931年9月任（財政廳長）
- 陳慶雲 1931年10月任
- 唐紹儀 1932年1月任
- 區芳浦 1932年5月任（財政廳長）
- 朱兆莘 1932年6月任（代理）
- 何啟澧 1934年任（建設廳長）
- 黃麟書 1934年任（教育廳長）

秘書長
- 何啟澧

### 第七屆廣東省政府（1936年8月至1937年3月）
主席
- 黃慕松 1936年7月至1937年3月

委員
- 王應榆 1936年7月至1937年5月（民政廳長）
- 宋子良 1936年7月至1937年5月（財政廳長）
- 許崇清 1936年7月至1937年5月（教育廳長）
- 劉維熾 1936年7月至1937年5月（建設廳長）
- 李煦寰 1936年7月至1937年5月
- 羅翼群 1936年7月至1937年2月
- 蕭吉珊 1936年7月至1937年5月
- 劉紀文 1936年7月至1937年2月
- 岑學呂 1937年2月至1937年4月
- 鄒敏初 1937年2月任
- 歐陽駒 1937年4月任

秘書長
- 岑學呂

### 第八屆廣東省政府（1937年4月至1938年12月）
主席
- 吳鐵城 1937年3月任（兼民政廳長）

委員
- 宋子良 1937年5月至1938年12月（財政廳長）
- 曾養甫 （代理財政廳長）
- 許崇清 1937年5月至1938年12月（教育廳長）
- 徐景唐 1937年5月至1938年12月（建設廳長）
- 李煦環 1937年5月至1938年12月
- 胡繼賢 1937年5月至1938年12月
- 鄒敏初 1937年5月至1938年12月
- 歐陽駒 1937年5月至1938年12月
- 陳耀祖 1937年6月至1938年12月

秘書長
- 歐陽駒

### 第九屆廣東省政府（1938年12月至1945年8月）
主席
- 李漢魂 1938年12月至1945年8月（兼民政廳長、建設廳長）

委員
- 顧翊群 1938年12月至1940年8月（財政廳長）
- 許崇清 1938年12月至1945年8月（教育廳長）
- 王應榆 1938年12月至1939年3月（建設廳長）；1943年11月至1944年7月
- 胡銘藻 1938年12月至1945年8月
- 曾養甫 1938年12月至1944年8月
- 朱暉日 1938年12月至1940年4月（建設廳長）
- 何彤 1938年12月至1945年8月
- 林友松 1939年2月至1939年10月
- 吳飛 1934年3月至1940年5月
- 羅翼群 1939年10月至1942年1月
- 劉佐人 1939年11月至1945年8月
- 劉志陸 1939年12月任
- 黃麟書 1940年1月至1945年8月（教育廳長）
- 黃元彬 1940年4月至1941年7月（建設廳長）
- 鄭豐 1940年6月至1945年8月（建設廳長）
- 鄒琳 1940年8月至1941年5月（財政廳長）
- 高信 1940年8月至1945年8月
- 鄭彥棻 1940年8月至1943年8月
- 張導民 1941年5月至1945年8月（財政廳長）
- 王志遠 1941年7月至1945年8月
- 吳乃憲 1941年10月至1943年11月
- 方少雲 1942年5月至1945年8月
- 陳元瑛 1943年8月至1945年8月
- 周遊 1944年7月至1945年8月

秘書長
- 胡銘藻 1938年12月至1940年5月
- 高信 1940年5月至1940年9月
- 鄭彥棻 1940年9月至1945年8月

### 第十屆廣東省政府（1945年9月至1947年10月）
主席
- 羅卓英 1945年8月至1947年9月

委員
- 李揚敬 1945年8月至1947年8月（民政廳長）
- 杜梅和 1945年8月至1947年11月（財政廳長）
- 姚寶猷 1945年8月至1947年11月（教育廳長）
- 鮑國寶 1945年8月至1946年4月（建設廳長）
- 羅為雄 1945年8月至1946年4月（兼秘書長）
- 蕭次尹 1945年8月任
- 蔡勁軍 1945年8月任
- 羅香林 1945年8月任
- 黃文山 1945年8月任
- 黃紹賢 1945年8月至1946年4月
- 黃範一 1945年8月任
- 詹朝陽 1945年8月任（民政廳長）
- 謝文龍 1946年4月任（建設廳長）
- 丘譽 1946年4月任
- 周景臻 1946年4月任
- 馮次淇 1947年4月任

秘書長
- 羅為雄 1945年8月至1946年4月
- 丘譽 1946年4月任

### 第十一屆廣東省政府（1947年10月至1949年2月）
主席
- 宋子文 1947年9月至1949年2月

委員
- 徐景唐 1947年11月至1949年2月（民政廳長）
- 胡善恒 1947年11月至1949年2月（財政廳長）
- 姚寶猷 1947年11月至1949年2月（教育廳長）
- 謝文龍 1947年11月至1949年2月（建設廳長）
- 鄒琳 1947年11月至1949年2月
- 蕭次尹 1947年11月至1949年2月
- 韓漢英 1947年11月至1949年2月
- 詹朝陽 1947年11月至1949年2月
- 黃文山 1947年11月至1949年2月
- 黃範 1947年11月至1949年2月
- 周景臻 1947年11月至1948年1月
- 黃晃 1947年11月至1949年2月
- 華振中 1948年1月任

秘書長
鄒 琳

### 第十二屆廣東省政府（1949年2月至1949年12月）
主席
- 薛岳 1949年2月至1949年12月

委員
- 王光海 1949年2月至1949年?月（民政廳長）
- 區芳浦 1949年2月至1949年8月（財政廳長）
- 張建 1949年2月至1949年?月（教育廳長）
- 謝文龍 1949年2月至1949年6月（建設廳長）
- 李揚敬 1949年2月至1949年?月
- 香翰屏 1949年2月至1949年?月
- 黃範一 1949年2月至1949年?月
- 韓漢英 1949年2月至1949年?月
- 吳逸志 1949年2月至1949年?月
- 陸匡文 1949年2月至1949年?月
- 蕭次尹 1949年2月至1949年?月
- 黃晃 1949年2月至1949年10月
- 余華沐 1949年7月（建設廳長）
- 毛松年 1949年8月（代理財政廳長）

秘書長
- 李揚敬